# Puerto de Nuuk
El Puerto de Nuuk es el puerto más grande de Groenlandia, una isla de América del Norte y Dependencia de Dinamarca. Se encuentra ubicado en Nuuk, la capital del territorio, en una zona al sureste de la ciudad que se llama Antiguo Nuuk. La entrada del puerto es limitada debido a la marea y el hielo marino durante parte del año. 
Depósitos de diésel, así como suministros y accesorios para barcos de combustible están disponibles.